# 愚人善事
《愚人善事》（英語：My Name Is Earl）是一部美国电视喜剧，制片人为格雷格·格拉西亚（Greg Garcia）。该剧于2005年9月20日至2009年5月14日于全国广播公司（NBC）播出，制作公司为二十世纪福克斯电视部（20th Century Fox Television）。
主要讲述的是主人公厄尔（Earl）浑浑噩噩过了半辈子，在一次偶然事件之后，开始重新做人，并列了一个弥补过去自己错误而所要去做之事的单子。